# 조지프 P. 케네디 2세
조지프 패트릭 케네디 2세(영어: Joseph Patrick Kennedy II, 1952년 9월 24일 ~ )는 미국의 사업가이자 민주당 정치인이며 케네디가의 일원이다. 그는 전 미국 상원의원 로버트 F. 케네디와 에델 케네디의 아들이며, 전 미국 대통령 존 F. 케네디와 전 미국 상원의원 에드워드 M. 케네디의 조카이기도 하다.
그는 1987년부터 1999년까지 매사추세츠의 제8의회 지역구 출신으로 미국 하원의원으로 일했다. 1979년에 그는 하원의원으로 선출되기 전까지 매사추세츠의 저소득층과 노인 가정에 난방유를 공급하는 비영리 에너지 회사인 시민 에너지 회사를 설립했다.